# Brachagenius pictipennis
Brachagenius pictipennis är en skalbaggsart som beskrevs av Ernst Gustav Kraatz 1890. Brachagenius pictipennis ingår i släktet Brachagenius och familjen Cetoniidae. Inga underarter finns listade.